# لاوینگ در برابر ویرجینیا
لاوینگ علیه ویرجینیا (انگلیسی: Loving v. Virginia) نام پرونده‌ای مهم در حقوق مدنی و سیاسی آمریکاست که توسط دیوان عالی ایالات متحده تصمیم‌گیری شد و قوانین علیه ازدواج بین‌نژادی را برداشت.
این پرونده توسط میلدرد لاوینگ، یک زن سیاهپوست، که با ریچارد لاوینگ، یک مرد سفیدپوست، ازدواج کرده‌بود و توسط ایالت ویرجینیا به خاطر این ازدواج به یک سال حبس محکوم شده‌بودند.
دادگاه عالی آمریکا به این پرونده به عنوان رویه در تصمیم‌گیری پرونده ابرگفل در برابر هاجز که باعث قانونی‌سازی ازدواج همجنس‌گرایان در آمریکا شد استناد کرد.